# Cruzeiro Arapiraca
Esporte Clube Cruzeiro – brazylijski klub piłkarski z siedzibą w mieście Arapiraca leżącym w stanie Alagoas.

## Osiągnięcia
- Półfinał Copa do Nordeste: 1994
- Torneio Início: 1990.

## Historia
Klub założony został 7 września 1983 roku. Swoje mecze domowe rozgrywa na stadionie Estádio Municipal Coaracy da Mata Fonseca.